# Società Sportiva Monopoli 1966 2023-2024
Questa voce raccoglie le informazioni riguardanti l'SS Monopoli 1966 nelle competizioni ufficiali della stagione 2023-2024.

## Divise e sponsor
Il fornitore tecnico per la stagione 2023-2024 è Joma. Gli sponsor di maglia sono Eco sud Ricicli, Ambiente & Tecnologie, Primo Prezzo, Tecom e Casa del Condizionatore Daikin.

## Rosa
Di seguito è riportata la rosa della Monopoli.
| N. |                   | Ruolo | Calciatore                   |
| -- | ----------------- | ----- | ---------------------------- |
| 1  | Italia (bandiera) | P     | Samuele Vitale               |
| 4  | Italia (bandiera) | D     | Antony Angileri              |
| 6  | Italia (bandiera) | D     | Michele Fornasier            |
| 8  | Italia (bandiera) | A     | Andrea De Paoli              |
| 10 | Italia (bandiera) | A     | Giuseppe Borello             |
| 11 | Italia (bandiera) | A     | Giuseppe D'Agostino          |
| 13 | Italia (bandiera) | D     | Pasquale Fazio               |
| 14 | Italia (bandiera) | D     | Orlando Viteritti (capitano) |
| 16 | Italia (bandiera) | D     | Manuel Ferrini               |
| 17 | Italia (bandiera) | D     | Claudio Cristallo            |
| 19 | Italia (bandiera) | C     | Carlo De Risio               |
| 20 | Italia (bandiera) | D     | Nicola Bizzotto              |
| 23 | Italia (bandiera) | C     | Giuseppe Simone              |

| N. |                      | Ruolo | Calciatore          |
| -- | -------------------- | ----- | ------------------- |
| 24 | Italia (bandiera)    | D     | Mirco De Santis     |
| 27 | Italia (bandiera)    | C     | Zaccaria Hamlili    |
| 30 | Italia (bandiera)    | C     | Matteo Mazzotta     |
| 7  | Argentina (bandiera) | A     | Franco Sosa         |
| 77 | Italia (bandiera)    | A     | Lorenzo Peschetola  |
| 78 | Italia (bandiera)    | C     | Gennaro Iaccarino   |
| 80 | Italia (bandiera)    | C     | Mattia Vitale       |
| 95 | Italia (bandiera)    | P     | Ludovico Gelmi      |
| 96 | Italia (bandiera)    | D     | Luca Barlocco       |
| 9  | Italia (bandiera)    | A     | Christian Tommasini |
| 11 | Italia (bandiera)    | D     | Francesco Ardizzone |

## Risultati

### Serie C

#### Girone di andata
| 1ª giornata |  | – |  |  |

| 2ª giornata |  | – |  |  |

| 3ª giornata |  | – |  |  |

| 4ª giornata |  | – |  |  |

| 5ª giornata |  | – |  |  |

| 6ª giornata |  | – |  |  |

| 7ª giornata |  | – |  |  |

| 8ª giornata |  | – |  |  |

| 9ª giornata |  | – |  |  |

| 10ª giornata |  | – |  |  |

| 11ª giornata |  | – |  |  |

| 12ª giornata |  | – |  |  |

| 13ª giornata |  | – |  |  |

| 14ª giornata |  | – |  |  |

| 15ª giornata |  | – |  |  |

| 16ª giornata |  | – |  |  |

| 17ª giornata |  | – |  |  |

| 18ª giornata |  | – |  |  |

| 19ª giornata |  | – |  |  |

#### Girone di ritorno
| 20ª giornata |  | – |  |  |

| 21ª giornata |  | – |  |  |

| 22ª giornata |  | – |  |  |

| 23ª giornata |  | – |  |  |

| 24ª giornata |  | – |  |  |

| 25ª giornata |  | – |  |  |

| 26ª giornata |  | – |  |  |

| 27ª giornata |  | – |  |  |

| 28ª giornata |  | – |  |  |

| 29ª giornata |  | – |  |  |

| 30ª giornata |  | – |  |  |

| 31ª giornata |  | – |  |  |

| 32ª giornata |  | – |  |  |

| 33ª giornata |  | – |  |  |

| 34ª giornata |  | – |  |  |

| 35ª giornata |  | – |  |  |

| 36ª giornata |  | – |  |  |

| 37ª giornata |  | – |  |  |

| 38ª giornata |  | – |  |  |